# آندراش‌فا
آندراش‌فا (به مجاری: Andrásfa) یک استان در مجارستان است که در واش واقع شده‌است. اندراش‌فا ۸٫۲۳ کیلومتر مربع مساحت و طبق آماری از سال ۲۰۰۴، ۲۸۷ نفر جمعیت دارد.